# 内眼角
| ウィキペディアには「内眼角」という見出しの百科事典記事はありません（タイトルに「内眼角」を含むページの一覧/「内眼角」で始まるページの一覧）。 代わりにウィクショナリーのページ「内眼角」が役に立つかもしれません。 |